# Bundesregierung (Brasilien)

Staatssiegel von Brasilien

Wappen der Bundesregierung Brasiliens

Die Bundesregierung von Brasilien (portugiesisch Governo Federal do Brasil), juristisch als União bekannt, ist die zentrale nationale Regierung der Föderativen Republik Brasilien, zuletzt begründet durch die Bundesverfassung von 1988 (Constituição da República Federativa do Brasil), die die Souveränität über das Staatsgebiet mit den anderen staatlichen Einheiten teilt, den Gliedstaaten, dem Bundesdistrikt und den Municípios. Der Sitz der Bundesregierung befindet sich in Brasília mit dem Präsidialsitz Palácio do Planalto, metonym für die Exekutive kurz Planalto genannt.

## Gewaltenteilung

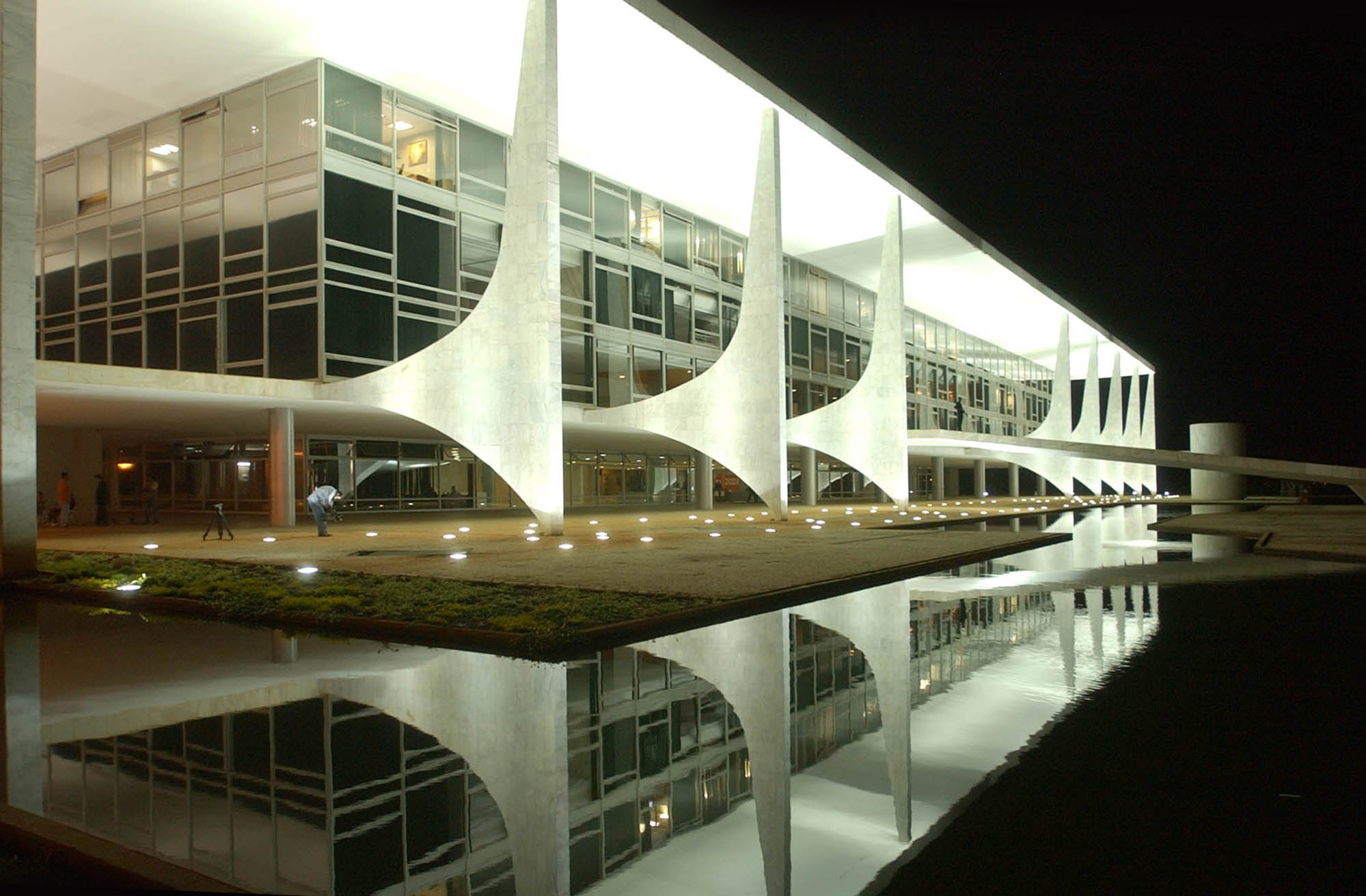
Palácio do Planalto, Sitz der Exekutive Brasiliens

Brasilien ist eine föderativ-präsidiale und konstitutionelle Republik, basierend auf der repräsentativen Demokratie. Die Bundesregierung hat drei unabhängige Zweige: Exekutive, Legislative und Judikative.
Die Bundesverfassung ist das oberste Gesetz von Brasilien. Es ist die Grundlage und Quelle der Rechtsform die der Existenz Brasiliens und der Bundesregierung zugrunde liegt. Sie bildet den Rahmen für die Organisation der brasilianischen Regierung und ihr Verhältnis zu den einzelnen Bundesstaaten, wie auch zu den Bürgern und allen anderen Menschen die in Brasilien leben.

### Exekutive
Die Exekutive wird vom Präsidenten ausgeübt, beraten vom Ministerkabinett (momentan: Kabinett Bolsonaro). Der Präsident ist sowohl Staatsoberhaupt als auch Regierungschef gleichzeitig. Siehe auch: Conselho de Defesa Nacional
| Amt                     | Name           | Partei | Mandat                   |
| ----------------------- | -------------- | ------ | ------------------------ |
| Präsident von Brasilien | Jair Bolsonaro | PSL    | 1. Januar 2019 – aktuell |

### Legislative
Die gesetzgebende Gewalt wird auf den Nationalkongress übertragen, einem Zweikammersystem, das aus dem Bundessenat und der Abgeordnetenkammer besteht.
| Amt                              | Name            | Partei | Mandat                    |
| -------------------------------- | --------------- | ------ | ------------------------- |
| Präsident des Nationalkongresses | Davi Alcolumbre | DEM    | 2. Februar 2019 – aktuell |

### Judikative
Die richterliche Gewalt wird durch die Justiz vollzogen, bestehend aus dem Obersten Bundesgericht, dem Obersten Gerichtshof, anderen Bundesgerichten sowie dem Nationalen Justizrat und den regionalen Bundesgerichten.
| Amt                                   | Name     | Partei | Mandat                       |
| ------------------------------------- | -------- | ------ | ---------------------------- |
| Präsident des Obersten Bundesgerichts | Luiz Fux |        | 10. September 2020 – aktuell |